# Jacques de Clermont-d'Amboise
Jacques de Clermont-d'Amboise, né vers 1525 et mort en 1587, est un baron français. Il est le troisième fils de Louis de Clermont, seigneur de Gallerande, maître d'hôtel du roi, et de Renée de Chaumont d'Amboise, dame de Bussy.

## Biographie
Le 26 juin 1550, Jacques de Clermont-d'Amboise épouse en premières noces, Catherine de Beauvau, arrière-petite-fille de Bertrand de Beauvau, dame de Moineville, ou Mognéville, dont il a six enfants :
- Renée, princesse de Cambrai, née en 1546 et morte le 9 octobre 1595, mariée en 1579 à Jean de Montluc, maréchal de France, beau-frère et ami intime du brave Louis de Bussy d'Amboise ;
- Marguerite, † 1605, mariée le 6 avril 1583 à Olivier de Chastellux, † 1617, baron de Chastellux et vicomte d'Avallon, d'où de nombreux enfants dont Hercule comte de Chastellux ;
- Françoise ;
- Louis de Bussy d'Amboise, dit « Le brave Bussy » (1549-1579). Assassiné par un mari jaloux, le comte Charles de Montsoreau, Bussy d'Amboise a été mis en scène par le dramaturge anglais George Chapman dans sa pièce The Tragedy of Bussy D'Ambois (1607). Il est immortalisé dans La Dame de Monsoreau d'Alexandre Dumas ;
- Hubert, mort au siège d'Issoire en 1577 ;
- Georges, seigneur de Mognéville (mort en 1586). Huguenot, il épouse Lucrèce Castel san Nazare.

Il épouse en secondes noces, Jeanne de Romecourt, nièce du gouverneur de Saxe-Fontaine, dont il a une fille :
- Renée II, mariée à Jean de La Fontaine d'Ognon, baron de Mussignan.

## Carrière militaire
Clermont-d'Amboise est capitaine d'une compagnie de 50 lances des ordonnances du roi François Ier.

## Titres
Jacques de Clermont-d'Amboise est baron de Bussy, seigneur Bussy le Château, Cuperly, Ban de bussy, Courtisols, Vanault le Chatel, Vavray le Grand, Vavray le Petit, Maurupt, Pargny, Cheppes, Cernon, Vernancourt, Vésigneul sur Coole et Fontaine sur Coole.
Georges II d'Amboise, cardinal de Rouen, protecteur de Jean d'Amboise lui laissa les terres de Bussy et de Saxe-Fontaine à condition qu'il porte le nom et les armes de la famille d'Amboise.
Il est chevalier de l'ordre de Saint-Michel.